# Finn Wicksell
Finn-Dag Wicksell, född 10 mars 1917 i Lund, död 1 december 1996 i Västra Karups församling, Båstad, Kristianstads län, var en svensk läkare. Han var son till statistikprofessorn Sven Wicksell och Ingrid Andersson (omgift Bergendal) samt sonson till nationalekonomen Knut Wicksell och rösträttsaktivisten och diplomaten Anna Bugge Wicksell.

## Biografi
Finn Wicksell tog studenten 1935, blev medicine kandidat 1938, medicine licentiat 1945 och medicine doktor i Lund 1949. Han var extra ordinarie amanuens vid Lunds universitets anatomiska institution 1937–1938, fysiologiska institutionen 1938–1941 och 1947–1948, assisterande läkare och extra ordinarie amanuens vid Kvinnokliniken på Lunds lasarett 1944–1945 samt tillförordnad underläkare 1946 och 1949. Wicksell var sedan underläkare vid kirurgiska kliniken på Malmö allmänna sjukhus 1950–1953 och vid Kvinnokliniken på Lunds lasarett 1953–1957. Därefter var han verksam vid obstetriska och gynekologiska avdelningen på Ängelholms lasarett 1957–1958, förste underläkare från 1958 och biträdande överläkare obstetriska och gynekologiska avdelningen på Ängelholms lasarett från 1959. Han blev sedan överläkare vid nämnda lasarett. Han författade skrifter i fysiologi, obstetrik och gynekologi.
Han var gift tre gånger, första gången 1940–1946 med Vera Woelfer (född 1918) och fick barnen Ann (född 1941) och Eva (född 1943). Andra gången var han gift 1949–1956 med konstnären Agneta Wrangel af Sauss (1917–2006) och blev styvfar till hennes fyra söner Gösta, Krister, Mikael och Stefan Ekman. Tredje och sista gången var han gift från 1958 med Florence Frisk (1932–1994), dotter till direktör Arthur Frisk och Brita Laurin, och fick barnen Nicklas (född 1960) och Cathrine (född 1963).